# Giórgos Grammatikákis
Giórgos Grammatikákis (en grec moderne : Γιώργος Γραμματικάκης), né le 21 mai 1939 à Héraklion et mort le 25 octobre 2023 dans la même ville, est un physicien, universitaire, écrivain  et homme politique grec, membre du parti centriste La Rivière. Il est doyen de l'université de Crète. En 2014, il est élu député européen.

## Biographie

### Jeunesse et études
Grammatikákis étudie la médecine à l'université d'Athènes puis à l'Imperial College London au Royaume-Uni. À son retour en Grèce, il rejoint le NCSR Demokritos, plus grand centre de recherche pluri-disciplinaire en Grèce. Il travaille ensuite pour le CERN, plus grand centre de physique des particules au monde, situé à Genève en Suisse.

### Carrière académique
En 1982, il est nommé professeur de physique à l'université de Crète, tout en travaillant sur l'histoire de la science en étant professeur visiteur à l'université Harvard. Intéressé par la structure de la matière et par la cosmologie, il fut engagé dans le NESTOR Project (en), collaboration scientifique internationale pour déployer un observatoire de neutrinos dans les fonds marins à Pylos.
En 1990, il est élu doyen de l'université de Crète, il sera réélu en 1996, tout en étant président du conseil d'administration de l'université ionienne de Corfou. Il a aussi été  membre de nombreux comités internationaux d'experts portant principalement de l'avenir de l'éducation et de la recherche dans l'Union européenne. Pour sa contribution dans les domaines de l’éducation et de la science, il a été honoré par la Hellenic Physical Society.

### Carrière politique
Lors des élections européennes de 2014, il se présente avec le parti centriste La Rivière, créé quelques mois plus tôt. Il est, avec Míltos Kýrkos, l'un des deux seuls députés du parti à être élu au Parlement européen. Il est affilié au groupe Alliance progressiste des socialistes et démocrates (S&D). Il est membre au Parlement de la Commission de la culture et de l'éducation et de la délégation à la commission de coopération parlementaire UE-Russie.

### Autres activités
Parallèlement à ces activités, Grammatikákis est membre du conseil d'administration d'Ellinikí Radiofonía Tileórasi (ERT), groupe audiovisuel grec public et contribue régulièrement à l'Eleftherotypía, l'un des quotidiens les plus diffusés de Grèce. De plus, il est vice-président de l'Opéra national de Grèce et écrit des livres de vulgarisation scientifique, portant sur la cosmologie et la physique.

## Œuvres
- Η κόμη της Βερενίκης, Coma Berenices, 1990/2006,  (ISBN 960-7309-24-3), adapté en série télévisée par ET1.
- Κοσμογραφήματα((, Kosmografimata, 1999  (ISBN 960-7478-26-6)
- Η αυτοβιογραφία του φωτός, (en)The Autobiography of Light, 2006  (ISBN 960-524-207-9)
- Συνομιλίες με το φως",  (en)Conversations with Light, 2009  (ISBN 978-960-6882-01-2)
- Ένας αστρολάβος του ουρανού και της ζωής, 2012  (ISBN 978-960-524-394-4)